# Oratori de Nadal
L'Oratori de Nadal BWV 248 (en alemany Weihnachts-Oratorium) és una agrupació de sis cantates que Johann Sebastian Bach escrigué per a ser interpretades durant les celebracions litúrgiques luteranes de Nadal de 1734 a les dues principals esglésies de Leipzig, Sant Tomàs i Sant Nicolau. Les sis cantates van ser interpretades entre el 25 de desembre de 1734 i el 6 de gener de 1735. Aquesta dilatació temporal és deguda al fet que no es tracta d'un oratori convencional sinó d'un conjunt de sis cantates destinades a commemorar les diferents festivitats que l'església luterana celebrava entre la diada de Nadal i la de Reis. L'autor del text no és conegut, tot i que amb molta probabilitat hi va intervenir un dels llibretistes amb qui Bach col·laborava de forma regular, Christian Friedrich Henrici (Picander).
L'Oratori de Nadal ocupa el núm. 248 del Bach Werke Verzeichnis.
Es conserva el manuscrit autògraf de Bach, on s'indica el títol, i la data: Oratorium, welches die heilige Weihnacht über in beyden Haupt-Kirchen zu Leipzig musiciret wurde. Anno 1734. (Oratori, que al llarg del Sant Nadal va ser interpretat a les dues esglésies principals de Leipzig. Any 1734). Després de la seva estrena el 1734, l'obra no es tornà a interpretar fins al 17 de desembre de 1857, a la Sing-Akademie zu Berlin sota la direcció d'Eduard Grell.
Bach escrigué també dos altres oratoris per a les festivitats més importants del calendari: l'Oratori de Pàsqua (BWV 249), del 1725, i l'Oratori de l'Ascensió (Lobet Gott in seinen Reichen, BWV 11) del 1735, tot i que aquests dos no tenen les dimensions i l'ambició de lOratori de Nadal.
La forma musical que coneixem com a oratori, nascuda a Itàlia en temps de la Contrareforma, acabarà tenint la forma d'una òpera religiosa, sobretot amb els grans oratoris de Händel, contemporanis dels de Bach. Com les òperes, els oratoris seran obres estructurades en tres actes, amb obertura, recitatius, àries i cors, amb uns personatges ben definits i amb una trama argumental. L'única diferència amb les òperes serà l'absència de decorats, vestuari i actuació teatral dels cantants, que es limitaran a cantar.
L'Oratori de Nadal de Bach no té res a veure amb els oratoris que acabem de descriure. La denominació "oratorium" amb què Bach bateja aquesta obra prové del fet que totes sis cantates comparteixen la presència d'un evangelista, encarnat en la veu del tenor, que és qui va explicant els fets que s'esdevenen. També justifiquen la seva categoria d'oratori la unitat d'acció que presenta el text, els recitats extrets dels Evangelis i l'accentuada personificació, que arriba a plantejar autèntics papers dramàtics.

## Seccions
L'Oratori de Nadal està format per sis cantates cadascuna de les quals s'hvia d'interpretar en alguna de les festes principals del cicle de Nadal. Generalmemnt s'interpreta complet en dues jornades consecutives de tres cantates cadascuna. La duradaa aproximada de tot l'oratori és de 3 hores.
Part I. Feria 1 Nativitatis Christi (Dia de Nadal): descriu el naixement de Jesús.
Part II. Feria 2 Nativitatis Christi) (26 de desembre): descriu l'anunciació als pastors.
Part III. Feria 3 Nativitatis Christi (27 de desembre): decriu l'adoració dels pastors.
Part IV. Festo Circumcisionis Christi (Cap d'any): descriu la circumcisió i el bateig (nominació) de Jesús.
Part V. Domenica post festum Circumcisionis Christi (Primer diumenge després de Cap d'any): descriu el viatge dels Reis Mags.
Part VI. Festo Epiphania (Epifania o Dia de Reis): descriu l'adoració per part dels Reis Mags.

## Composició
Per a la seva composició, Bach reutilitzà música d'obres anteriors adaptada ara a un nou text, incloent-hi tres cantates profanes escrites durant els anys 1733 i 1734 i, també, d'una cantata, actualment perduda, la que respon al número de catàleg BVW 248a. És sabut que Bach utilitzà sovint la tècnica de la paròdia, això és, la reutilització de materials musicals ja existents en obres de nova creació i, molt particularment, la transformació d'obres de música profana en música d'església. En aquest sentit l'Oratori de Nadal és un dels millors exemples d'aquest procediment en la seva producció. En la dècada de 1730 va escriure un nombre important de peces dedicades a celebrar esdeveniments com onomàstiques o naixements de membres de la reialesa. És a dir composicions amb una finalitat molt concreta, els textos de les quals s'adeien a aquesta. Es tractava doncs d'obres amb poc recorregut i difícilment reposables més enllà de l'ocasió concreta per a la qual foren concebudes. Convertir i readaptar aquesta música per a altres ocasions i contextos era una tasca feixuga, però que valia la pena. Això implicava ajustar el text, fet que demanava la col·laboració del llibretista i, també "una gran atenció a les relacions entre el significat de les paraules i el sentiment i caràcter de la música."
A l'Oratori de Nadal, Bach va adaptar els textos poètics, és a dir totes les seccions que no són pròpiament narracions de l'Evangeli o corals luterans, a unes músiques que havia escrit anteriorment per a ocasions de caràcter profà. Un dels mèrits més importants d'aquest procediment és el fet de ser capaç d'adaptar l'estil musical de la música profana a un context litúrgic, un esforç que Bach i el seu llibretista van saber culminar tot connectant els elements simbòlics del text i l'estil musical de la composició original amb l'aspiració religiosa i teològica de la nova. Així, per exemple, la cantata que va escriure en ocasió de l'onzè l'aniversari d'un membre de la família real (Laßt uns sorgen, laßt uns wachen, BWV 213), amb la seva cançó de bressol per exemple, eren perfectament adequades, pel que fa al text i a l'estil musical, per a la primera part de l'oratori (Jauchzet, frohlocket, auf, preiset die Tage) destinada a celebrar el naixement de l'infant Jesús.

### Plantilla instrumental
Part I: 2 flautes travesseres, 2 oboes, 2 oboes d'amore, 3 trompetes, timbales, 2 violins, viola, continuo.
Part II: 2 flautes, 2 oboes d'amore, 2 oboes da caccia, 2 violins, viola, continuo.
Part III: 2 flautes, 2 oboes, 2 oboes d'amore, 3 trumpets, timbales, 2 violins, viola, continuo.
Part IV: 2 oboes, 2 trompes, 2 violins, viola, continuo.
Part V: 2 oboes d'amore, 2 violins, viola, continuo.
Part VI: 2 oboes, 2 oboes d'amore, 3 trompetes, timbales, 2 violins, viola, continuo.

## Primeres interpretacions
La partitura original dona detalls sobre l'horari i en quina de les dues esglésies més importants de Leipzig es van interpretar cadascuna de les sis parts, la Thomaskirche (Sant Tomàs) o la Nikolaikirche (Sant Nicolau). L'obra tan sols es va interpretar completa a Sant Nicolau.
Part I: 25 de desembre de 1734 (matí a la Nikolaikirche i tarda a la Thomaskirche).
Part II: 26 de desembre de 1734 (matí a la Thomaskirche i tarda a la Nikolaikirche).
Part III: 27 de desembre de 1734 (matí a la Nikolaikirche).
Part VI: 1 de gener de 1735 (matí a la Thomaskirche i tarda a la Nikolaikirche).
Part V: 2 de gener de 1735 (matí a la Nikolaikirche).
Part VI: 6 de gener de 1735 (matí ala Thomaskirche i tarda a la Nikolaikirche).